# Подлесник европейский
Подле́сник европе́йский (лат. Sanīcula europāea) — растение; типовой вид рода Подлесник (Sanicula) семейства Зонтичные (Apiaceae).

## Ботаническое описание

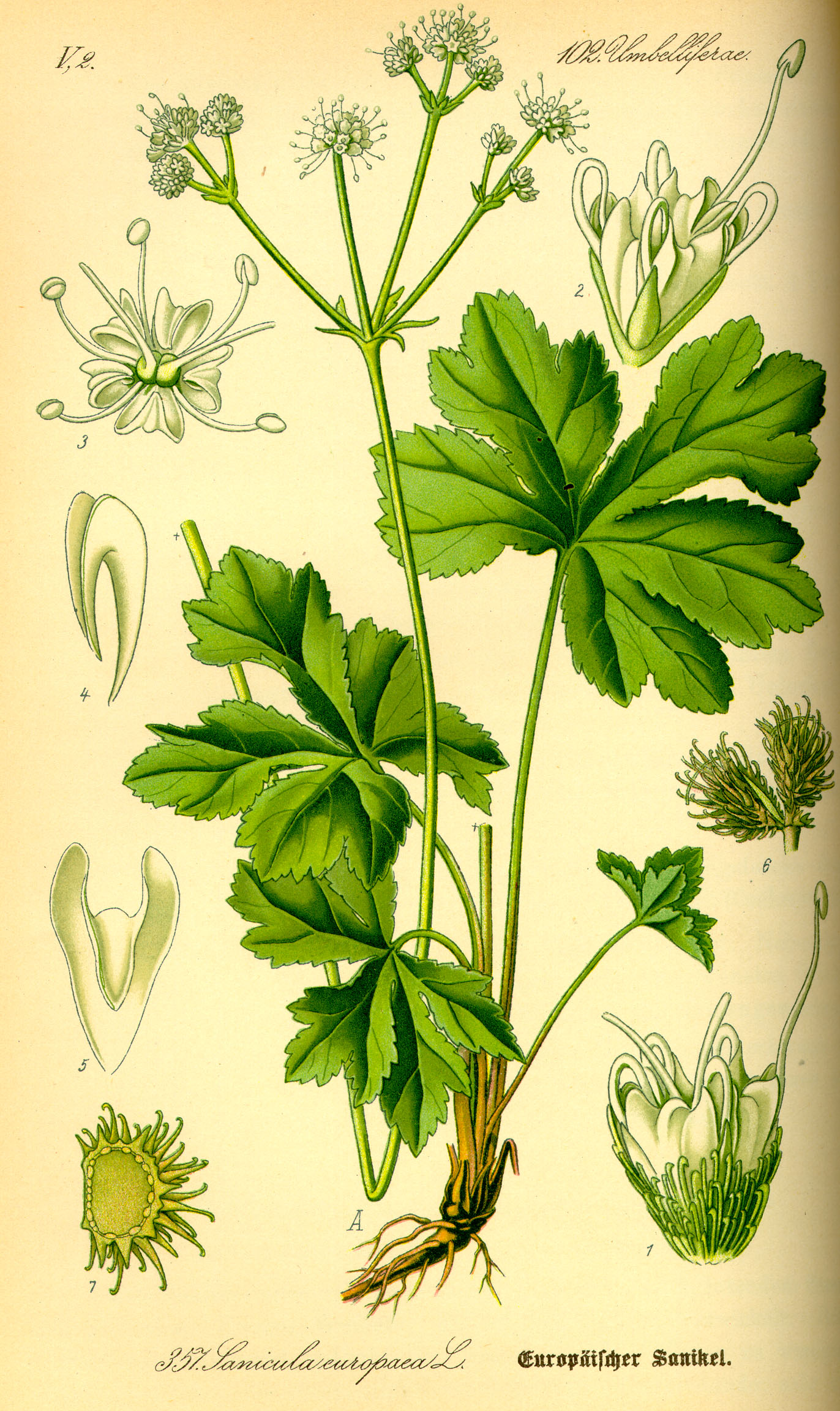

Доледниковый реликт. Многолетнее травянистое растение высотой 40—120 см.
Прикорневые листья на длинных черешках, плотные. Листовые пластинки длиной 4—10 см, сердцевидно-округлые, глубоко-пальчатые, трёх- или пятираздельные; доли заострённые, трёхлопастные, городчато-зубчатые, 3—6 см длиной, 2—3,5 длиной[уточнить]. Стеблевые листья немногочисленные, сидячие в узлах ветвления, более мелкие, чем черешковые, и имеющие по сравнению с ними более узкие доли.
Соцветие конечное, трёх- или четырёхвильчатое, с зеленоватыми цветками, собранными на концах лучей шаровидными зонтиками. Цветёт в июне — июле.
Плод длиной 4—5 мм, яйцевидно-шаровидный, с крючковатыми шипиками.

## Местообитание и ареал
Мезофит. Обитает в смешанных, хвойных, широколиственных лесах.
Встречается на территории Западной и Средней Европы. В России встречается в европейской части и южной Сибири, на Кавказе, в Ленинградской области.

## Охранный статус
Занесён в Красные книги ряда субъектов Российской Федерации.

## Классификация

### Таксономия[6]
Sanicula europaea L., 1753, Sp. Pl. : 235 
Подлесник европейский входит в род Подлесник (Sanicula) семейства Зонтичные (Apiaceae) порядка Зонтикоцветные  (Apiales). Кладограмма в соответствии с Системой APG IV:
|  |                                      |  |                                   |                                   |                     |  | ещё 6 семейств | ещё 6 семейств |                       |  |  |  | еще 46 подтвержденный и 8 в статусе "непроверенных" видов и инфравидовых таксонов |
|  |                                      |  |                                   |                                   |                     |  | ещё 6 семейств | ещё 6 семейств |                       |  |  |  | еще 46 подтвержденный и 8 в статусе "непроверенных" видов и инфравидовых таксонов |
|  |                                      |  |                                   | порядок Зонтикоцветные            |                     |  |                |                | род Подлесник         |  |  |  |                                                                                   |
|  |                                      |  |                                   | порядок Зонтикоцветные            |                     |  |                |                | род Подлесник         |  |  |  |                                                                                   |
|  | отдел Цветковые, или Покрытосеменные |  |                                   |                                   | семейство Зонтичные |  |                |                | Подлесник европейский |  |  |  |                                                                                   |
|  | отдел Цветковые, или Покрытосеменные |  |                                   |                                   | семейство Зонтичные |  |                |                |                       |  |  |  |                                                                                   |
|  |                                      |  | ещё 63 порядка цветковых растений | ещё 63 порядка цветковых растений |                     |  |                | ещё 447 родов  | ещё 447 родов         |  |  |  |                                                                                   |
|  |                                      |  |                                   | ещё 63 порядка цветковых растений |                     |  |                |                | ещё 447 родов         |  |  |  |                                                                                   |

### Синонимы
- Astrantia diapensia  Scop.
- Caucalis capitata  Stokes
- Caucalis sanicula  Crantz
- Sanicula officinalis  Gouan
- Sanicula officinarum  Neck.
- Sanicula vulgaris  Fr.